# George F. Senner

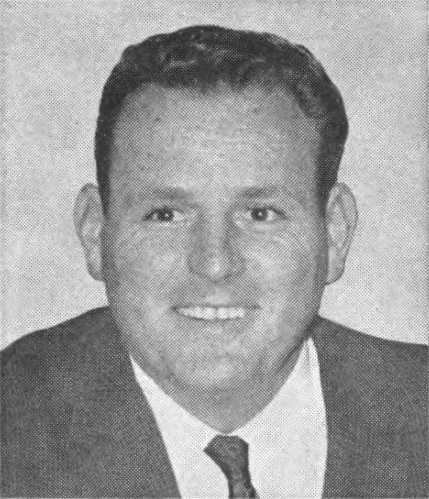
George F. Senner

George Frederick Senner Jr. (* 24. November 1921 in Miami, Arizona; † 6. Oktober 2007 in Sun City, Arizona) war ein US-amerikanischer Politiker. Zwischen 1963 und 1967 vertrat er den dritten  Wahlbezirk des Bundesstaats Arizona im US-Repräsentantenhaus.

## Frühe Jahre
George Senner besuchte bis 1940 die Miami High School. Während des Zweiten Weltkriegs diente er im US-Marinekorps. Dabei war er im südpazifischen Raum eingesetzt. Nach dem Krieg setzte er seine Ausbildung mit einem Jurastudium an der University of Arizona fort. Nach seiner 1952 erfolgten Zulassung als Rechtsanwalt begann er in seiner Heimatstadt Miami in diesem Beruf zu arbeiten. Von 1952 bis 1954 war er außerdem stellvertretender Anwalt dieser Stadt. Zwischen 1954 und 1957 war Senner Bezirksstaatsanwalt im Gila County und von 1957 bis 1963 war er Mitglied der Arizona Corporation Commission. Zwischenzeitlich war er auch Vorsitzender dieser Kommission.

## Politische Laufbahn
George Senner war Mitglied der Demokratischen Partei. Bei den Kongresswahlen des Jahres 1962 wurde er als deren Kandidat für den neugeschaffenen dritten Wahlbezirk von Arizona in das US-Repräsentantenhaus in Washington gewählt. Nachdem er zwei Jahre später in diesem Amt bestätigt wurde, konnte er das Mandat im Kongress zwischen dem 3. Januar 1963 und dem 3. Januar 1967 ausüben. Bei den Wahlen des Jahres 1966 unterlag er Sam Steiger, dem Kandidaten der Republikanischen Partei. Nach dem Ende seiner Zeit im Kongress zog sich Senner aus der Politik zurück. Er arbeitete wieder als Rechtsanwalt und starb im Jahr 2007.